# Китовий туризм

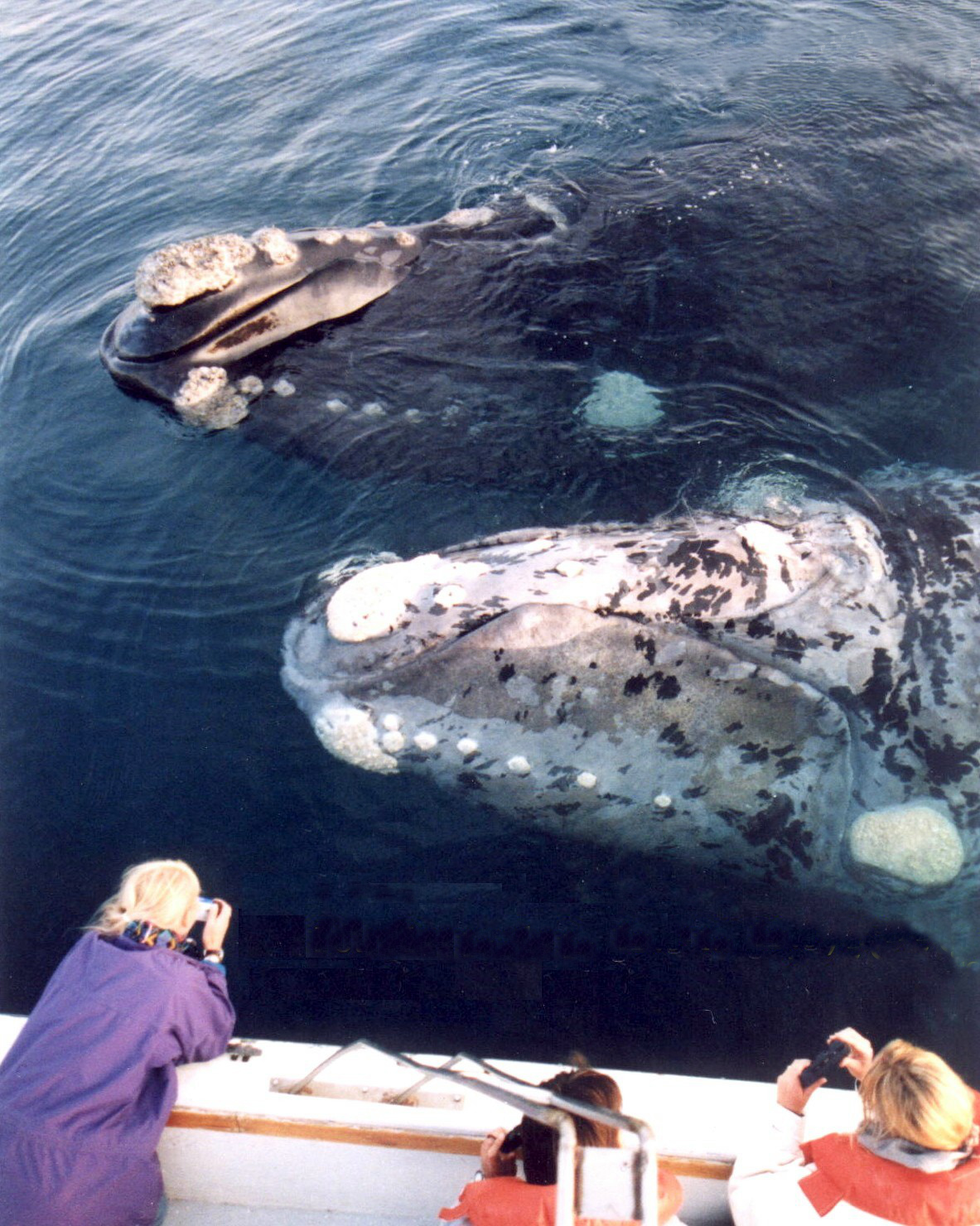
Китовий туризм

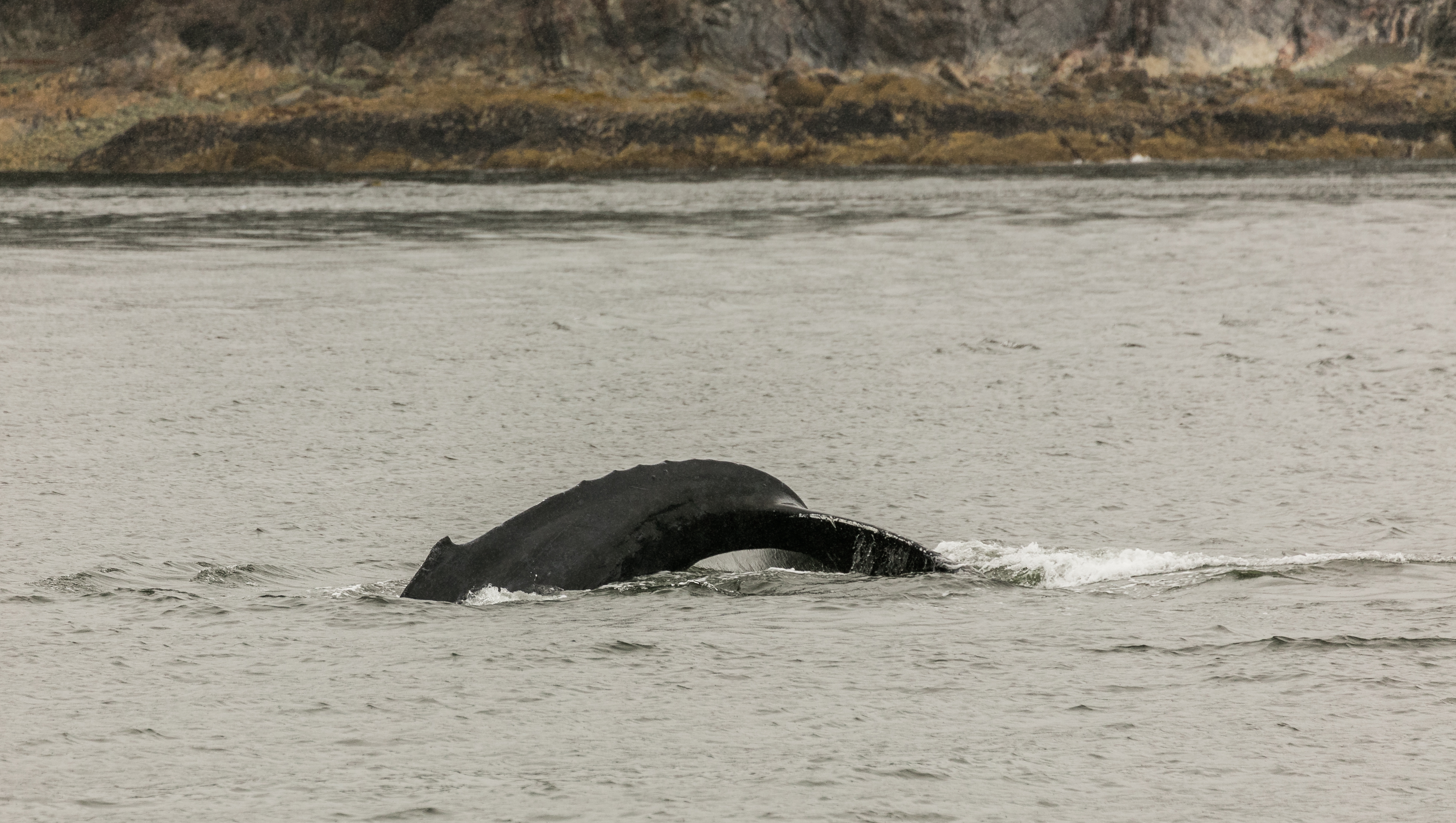
Cпостерігаючи за китами в Джуно, штат Аляска, США

Кито́вий тури́зм, Спостерігання за китами — це різновид туризму, метою якого є відвідання місць проживання китоподібних.
Туристи приїжджають до місць скупчень китів, які зараз стали об'єктом масового туризму (whale watching), що приносить величезні прибутки. По всьому світу стає популярним цей вид туризму, коли рекреанти зі спеціально обладнаних суден спостерігають морських гігантів у їхньому природному середовищі, які в певний період року припливають для шлюбних ігор і створення потомства.
Індустрія whale watching приносить деяким державам (наприклад, Королівство Тонга) до 13% доходів бюджету.
Бурхливо розвивається «китовий туризм» на деяких територіях Південної Африки та Америки, справжній бум whale watching зараз починається і на Тайвані. Площа китового туризму сьогодні може скласти близько 30 млн квадратних кілометрів. У його зону потраплять такі острівні держави і території, як Соломонові острови, Тувалу, Науру, Вануату, Нова Каледонія, Тонга, Самоа, острови Кука, а також Австралія, Панама, Нова Зеландія.

## Джерело
Сучасні різновиди туризму: навч. посіб. / М. П. Кляп, Ф. Ф. Шандор. — К. : Знання, 2011. — 334 с. — (Вища освіта XXI століття). Рекомендовано Міністерством освіти і науки, молоді та спорту України (лист №N 1/11-4223 від 26.05.11) Рекомендовано до друку Вченою радою Ужгородського національного університету (протокол № 2 від 25.02. 2010) ISBN 978-966-346-854-9 (серія) ISBN 978-966-346-730-6